# Mugronera (lactància materna)
Una mugronera o protector de mugró és una funda amb forma de mugró que es fica sobre l'arèola i el mugró durant la lactància. Les mugroneres moderns estan fetes de silicona tova, prima, flexible i tenen forats a l'extrem de la part de boca per permetre que la llet materna passi a través.
Les mugroneres antigues estaven fetes de làtex (molt dures) o de plàstic (més gruixudes), i sovint causaven més problemes que beneficis. La primera mugronera és del segle xvii i estava feta d'estany i posteriorment es van fer de plata, vidre i d'ivori.

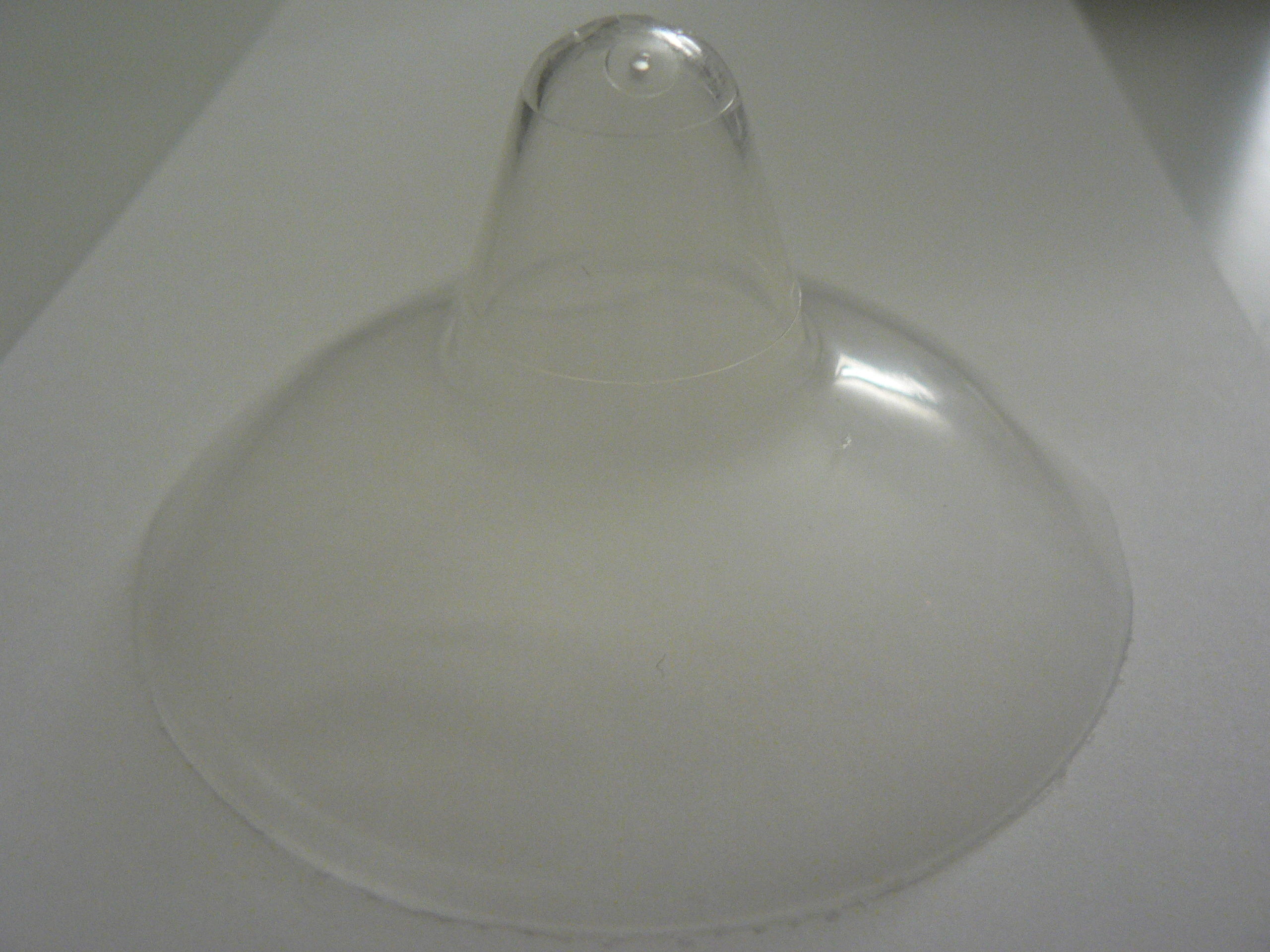
Mugronera de silicona
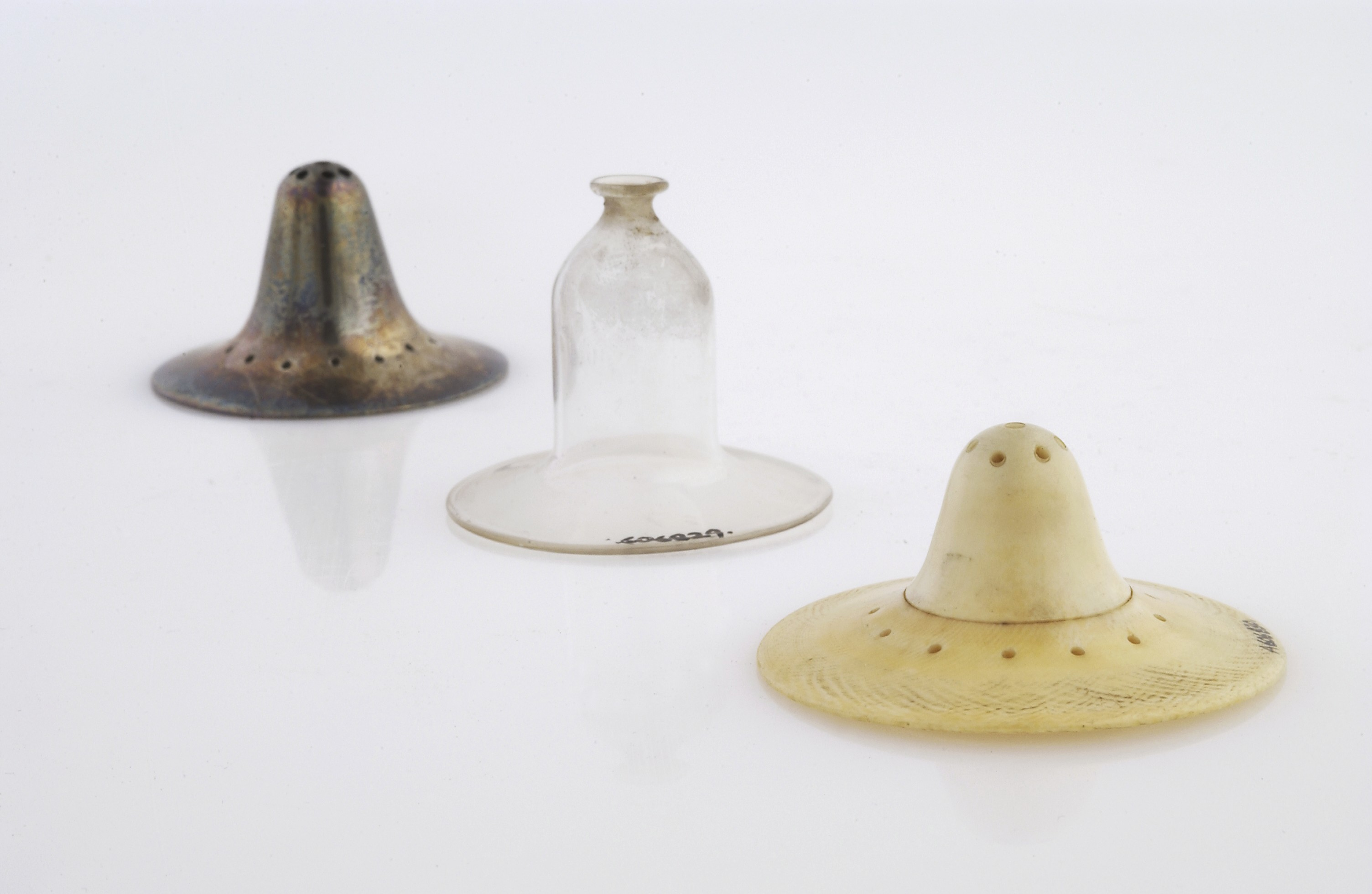
Mugroneres de plata, vidre i ivori

Les mugroneres s'utilitzen en diverses situacions:
- Algunes mares tenen els mugrons invertits o petits que fan que sigui difícil per al nadó alimentar-se. L'ús d'una mugronera permet alimentar progressivament fins que la succió del nadó extreu el mugró.
- Els nadons petits, febles o malalts sovint tenen dificultats per agafar-se al pit. Una mugronera fa més fàcil l'enganx i evita que el nadó es desanimi.
- Els nadons que van ser alimentats amb biberó des del naixement es poden acostumar a la tetina del biberó. Les mugroneres són semblants a les tetines i poden ajudar amb la transició a la lactància materna.
- Els mugrons d'una mare poden presentar en dolor o es poden esquerdar durant la lactància materna. Una mugronera permet a la mare per continuar la lactància materna fins que els seus mugrons esquerdats es curin i es millora la seva tècnica d'enganxament.
- Les mugroneres fan que sigui més fàcil de mesurar la quantitat de llet que es consumeix.

La majoria dels metges i especialistes en lactància fan èmfasi que les mugroneres s'han d'usar temporalment; l'objectiu és sempre el tornar a la lactància materna regular, llevat que s'indiqui el contrari.
Els protectors de mugrons poden ser confosos amb les mugroneres, però les mugroneres estan destinades per al seu ús durant l'acte de la lactància materna, mentre que el protectors de mugrons s'usen en la preparació per a la lactància materna.

## Ús

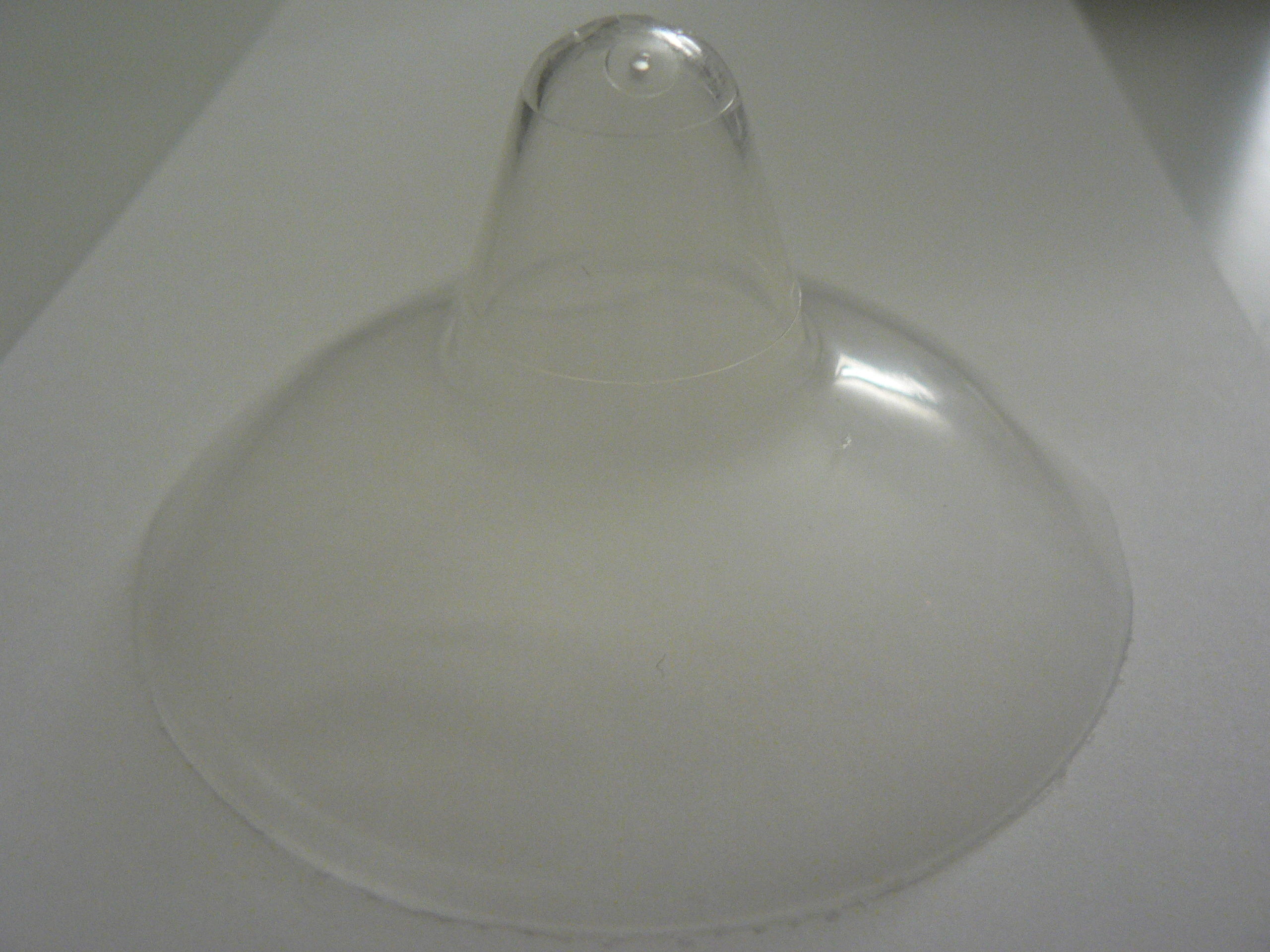
Mugronera de silicona
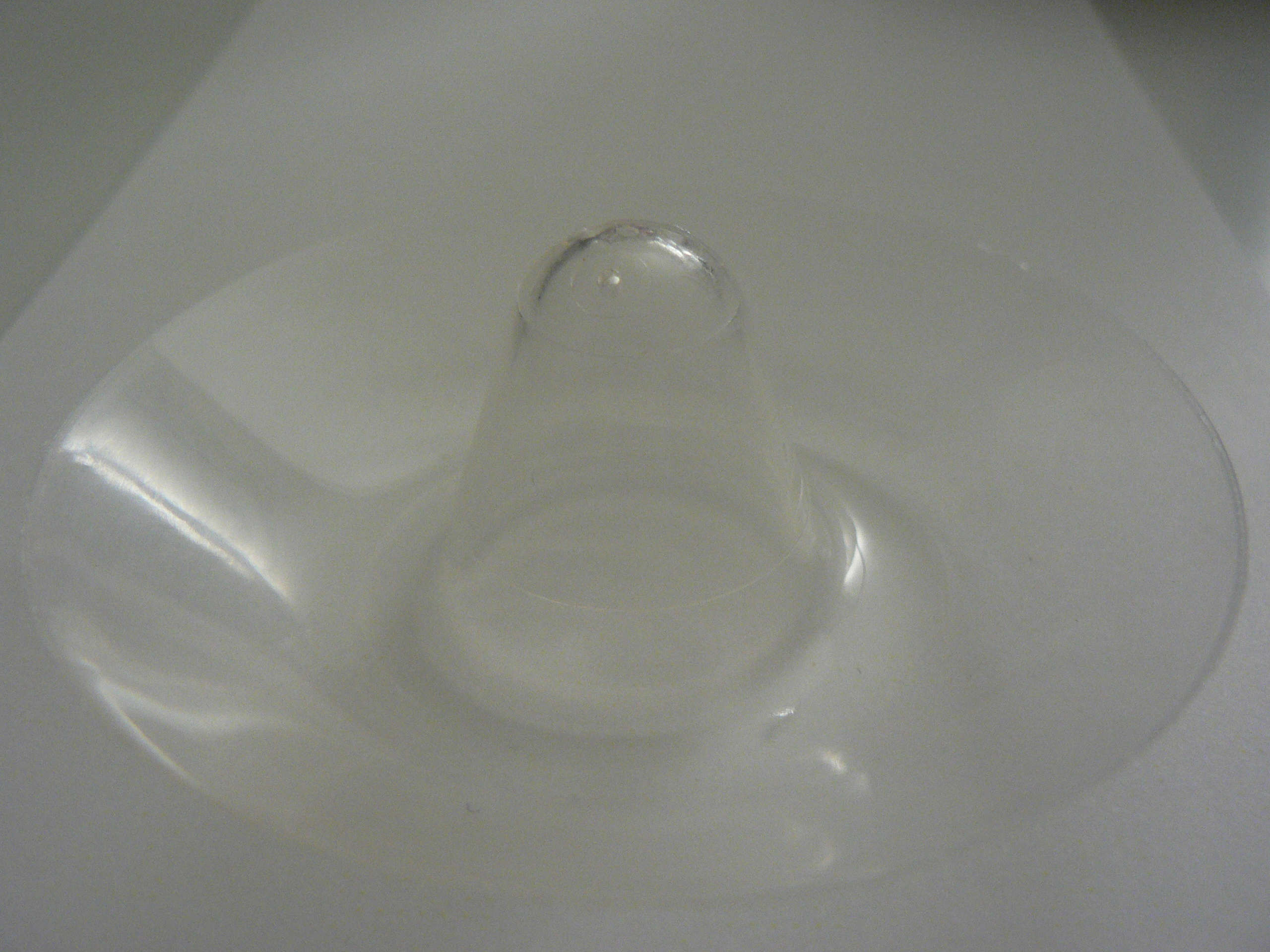
Mugronera invertida abans de la seva aplicació
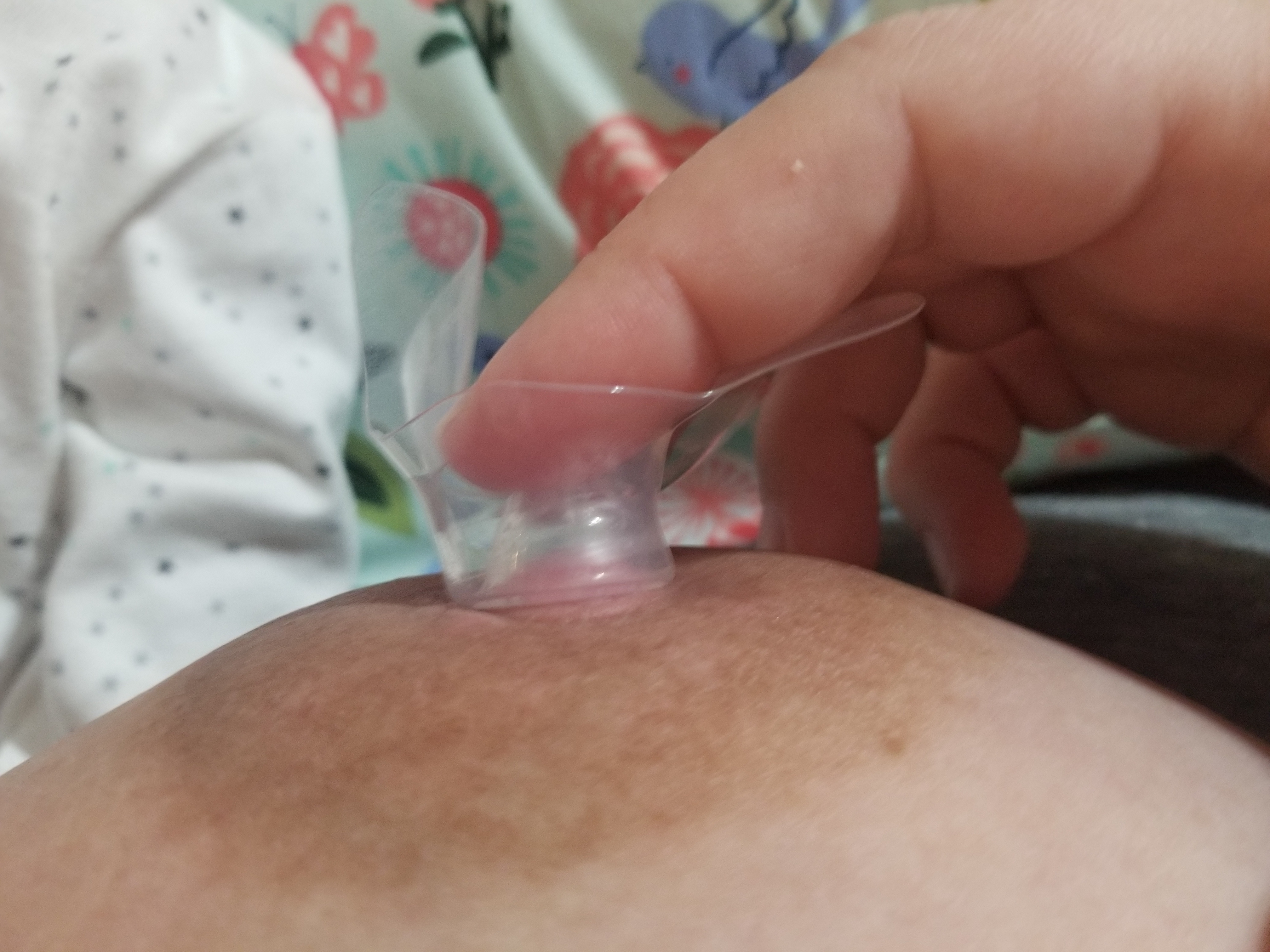
Col·locació de la mugronera
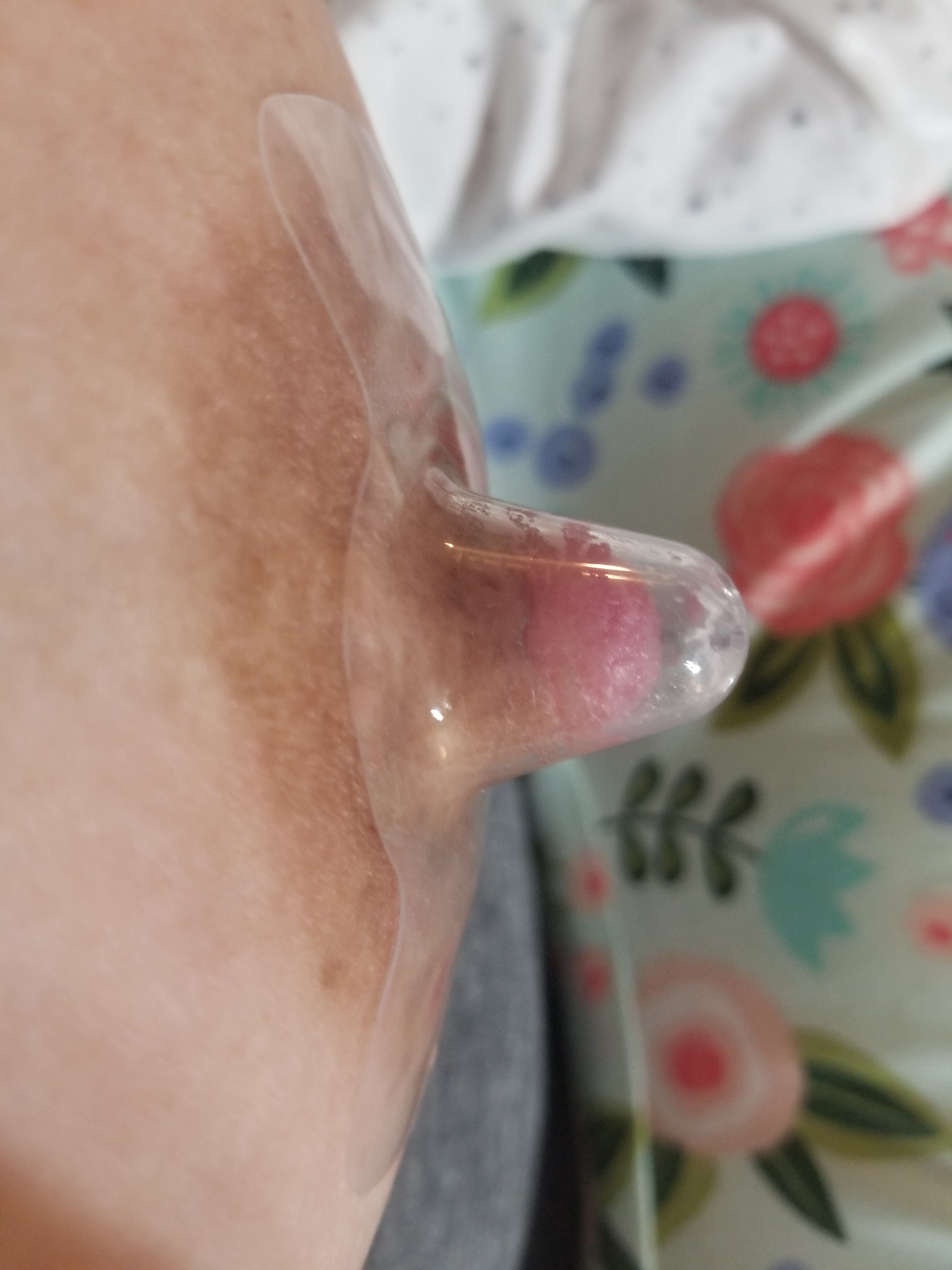
Mugronera col·locada
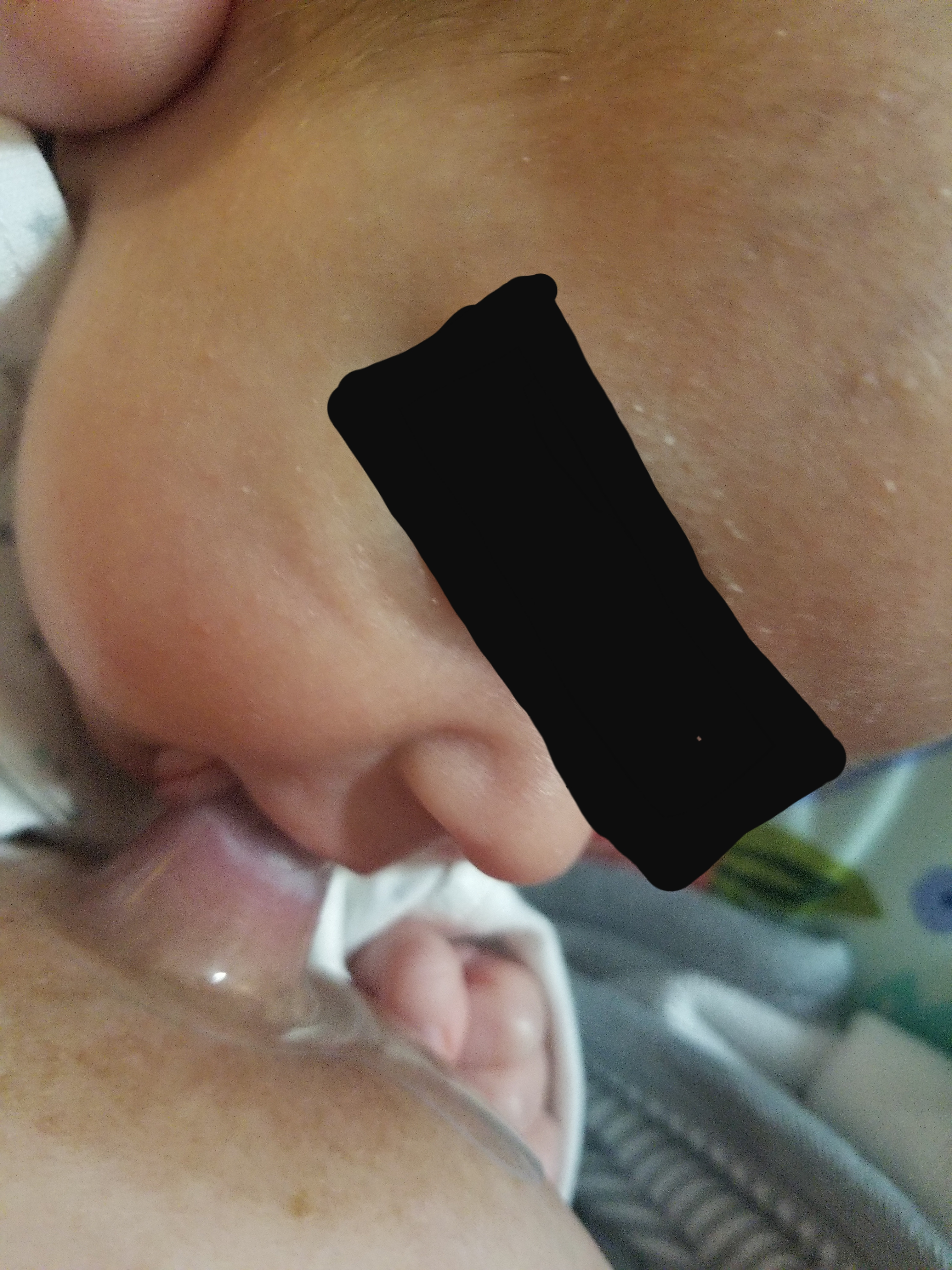
Començament de l'alletament